# 富寿市社
富寿市社（越南语：／）是越南富寿省下辖的一個市社。面积64.6平方千米，2013年总人口91650人。

## 地理
富寿市社北和东北接扶宁县，西和西南接青波县，南接三农县，东南接临洮县。

## 历史
1967年2月4日，临洮县文笼社和河禄社2社和青波县长盛社1社划归富寿市社管辖。
1968年1月26日，永福省和富寿省合并为永富省，富寿市社随之划归永富省管辖。
1977年7月5日，青波县青明社1社划归富寿市社管辖。
1996年11月6日，永富省重新分设为永福省和富寿省；富寿市社划归富寿省管辖。
2003年4月1日，扶宁县富户市镇1市镇、临洮县河石社1社和青波县青河社青荣村1村划归富寿市社管辖；富户市镇改制为富户社，青荣村升格为青荣社，长盛社改制为长盛坊。
2010年12月29日，富寿市社被评定为三级城市。
2013年7月23日，青荣社改制为青荣坊。
2019年12月17日，长盛坊部分区域分别划归青明社和雄王坊管辖，剩余部分并入峰州坊。

## 行政区划
富寿市社下辖4坊5社，市社人民委员会位于妪姬坊。
- 妪姬坊（Phường Âu Cơ）
- 雄王坊（Phường Hùng Vương）
- 峰州坊（Phường Phong Châu）
- 青荣坊（Phường Thanh Vinh）
- 河禄社（Xã Hà Lộc）
- 河石社（Xã Hà Thạch）
- 富户社（Xã Phú Hộ）
- 青明社（Xã Thanh Minh）
- 文笼社（Xã Văn Lung）

## 交通
- 越南鐵路
  - 河老線：富壽站